# Ute (Švedska)
Ute je malo ostrvo u jugozapadnom delu Stokholmskog arhipelaga, poznato po svojoj prirodi. Ute na švedskom znači „spoljašnje ostrvo“. Deo je opštine Haninge.

## Geologija
Ute i okolna ostrva su jedinstvena sa geološke tačke gledišta i privlače mnoge ljude tokom cele godine. Holmkvistit je vrsta minerala koji se u Švedskoj može naći samo na Uteu i koji je izuzetna retkost u svetu sa malim pojavama u nekoliko zemalja u Južnoj Americi i Africi, kao i u Kini, Australiji, SAD i delovima Evrope. Taj i mnoge druge vrste minerala i kamenja izloženi su u Ute Gruvmuseumu, koji je otvoren svakodnevno tokom leta u popodnevnim satima.

## Geografija
Ute ima najstarije rudnike željezne rude u Švedskoj. U južnim delovima ostrva nalazi se poligon za vežbe sa živom vatrom, Ute skjutfalt. Taj poligon je pod upravom 1. Marinskog puka (швед. Amfibieregementet).
Jedna od znamenitosti Utea je vetrenjača, stara preko 200 godina, sa koje se pruža dobar pogled na zaliv Misingen.
U Nesudenu postoje ostaci iz 1719. godine kada su Rusi spalili skoro sve na arhipelagu od Finske do južnog dela Švedske. Kada su pripremali hranu, napravili su posebnu vrstu šporeta sa pećnicom, koji se može videti u Nasudenu i Ranou.

### Okolna ostrva
Ostrvo Rane ima minimarket i mali restoran sa zabavom tokom leta. Turistička ponuda na Raneu obuhvata iznajmljivanje kampova i vikendica.
Na ostrvu Ale, povezanom sa Uteo mostom, nalazi se popularan restoran sa zabavom tokom leta. Restoran Batšaket služi razna riblja jela: sušeni i dimljeni losos, jegulju i drugu morsku hranu.

## Spoljašnje veze
- Uto, Sweden Page of weather, cloud cover, airports, nearby towns Falling Rain Software Ltd, April 2021

58° 56′ 25″ N 18° 15′ 37″ E / 58.94028° С; 18.26028° И